# Udo Sprenger

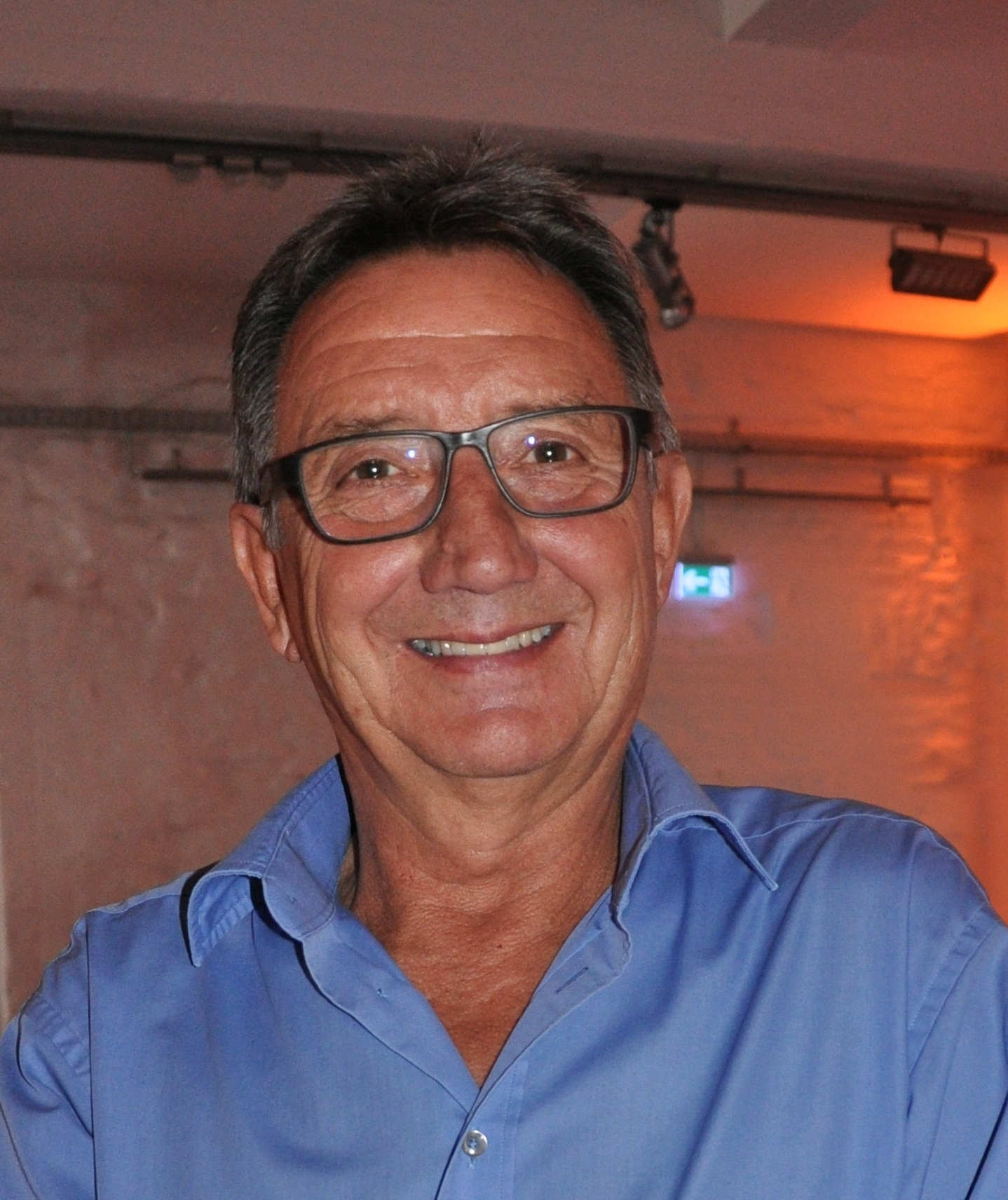
Udo Sprenger 2016

Udo Sprenger (* 8. Dezember 1945) ist ein ehemaliger deutscher Radrennfahrer und Funktionär im Radsport.

## Sportliche Laufbahn
Sprenger war vor allem im Bahnradsport, aber auch im Straßenradsport aktiv. Er war einige Jahre lang Mitglied der Nationalmannschaft Bahn.
1965 wurde er mit dem Vierer des Vereins Endspurt Mannheim (Horst Ruster, Udo Sprenger, Manfred Rupflin, Rüdiger Meindl) Vize-Meister im Mannschaftszeitfahren. 1977 wurde er hinter Robert Lange Zweiter der Meisterschaft im Omnium.
Im März 2004 wurde er zum Vizepräsidenten des Bundes Deutscher Radfahrer gewählt und war bis 2018 im Amt. Zuvor war er als Landesverbandstrainer in Hessen tätig. Er war auch Sportlicher Leiter des Teams Nürnberger. Während dieser Zeit wurde Sprenger mit Dopingvorwürfen konfrontiert.

## Familiäres
Sein Bruder Volker Sprenger war ebenfalls Radrennfahrer.